# 馬来田村
馬来田村（まくたむら）は、千葉県君津郡（望陀郡）にかつて存在した村である。現在の木更津市の東部に位置している。

## 沿革
- 1889年（明治22年）4月1日 - 町村制施行により、真里谷村、真里村、下内橋村、戸国村、茅野村、茅野七曲村、山本七曲村、大稲村が合併し、望陀郡馬来田村が発足。
- 1897年（明治30年）4月1日 - 望陀郡が統合されて君津郡となる。
- 1912年（大正元年）12月28日 - 千葉県営鉄道久留里線の木更津駅 - 久留里駅間の開業により馬来田駅が開業。
- 1923年（大正12年）9月1日 - 久留里線が国有化。
- 1955年（昭和30年）3月31日 - 富岡村の南部（田川、佐野、下郡、根岸、上根岸）と合併して富来田町を新設。同日馬来田村廃止。
- 1971年（昭和46年）9月30日 - 富来田町が木更津市に編入。

## 村長
- 初代 武井惣左衛門

## 交通

### 鉄道
- 国鉄（現JR東日本）
  - 久留里線：馬来田駅

### 道路
- 久留里街道（本村廃止後、1982年4月1日から久留里馬来田バイパスの開通まで国道410号に指定されていた）

## 備考
本村が発足時に所属していた望陀郡（まくだのこおり・もうだぐん）は、古代日本では馬来田国と呼ばれ、馬来田国造が治める支配領域であった。飛鳥時代の人物である大伴馬来田も望多、望陀と表記することがあった。